# Agii Theodori (Samos)
Das Dorf Agii Theodori (griechisch Άγιοι Θεόδωροι (m. pl.)) liegt im Westen der griechischen Insel Samos in 280 m Höhe. Die nächstgelegenen Dörfer sind Kondeika 2 km nordöstlich und Platanos 1,5 km südöstlich.
Agii Theodori liegt an der Hauptverkehrsstraße von Karlovasi nach Pythagorio. Das Dorf ist umgeben von Weinbergen und hat 123 Einwohner. Zuerst hieß das Dorf Kavaseika (Καβασέϊκα) und wurde nach der gleichnamigen Kirche umbenannt. Die wichtigste Einnahmequelle stellt der Weinbau dar. Früher wurde auch hier der Anbau von Tabak betrieben.
Mit der Umsetzung der Gemeindereform nach dem Kapodistrias-Programm im Jahr 1997 erfolgte die Eingliederung der Landgemeinde Agii Theodori (Κοινότητα Αγίων Θεοδώρων) in die Gemeinde Karlovasia. Die Verwaltungsreform 2010 führte die ehemaligen Gemeinden der Insel zur Gemeinde Samos zusammen. Seit der Korrektur der Verwaltungsreform 2019 in zwei Gemeinden zählt Agii Theodori zur Gemeinde Dytiki Samos.
Einwohnerentwicklung von Agii Theodori
| 1913 | 1920 | 1928 | 1940 | 1951 | 1961 | 1971 | 1981 | 1991 | 2001 | 2011 |
| ---- | ---- | ---- | ---- | ---- | ---- | ---- | ---- | ---- | ---- | ---- |
| 213  | 197  | 239  | 267  | 242  | 201  | 168  | 154  | 163  | 140  | 123  |